# Клугер, Шимон
Ши́мон Клу́гер (пол. Szymon Kluger; 19 января 1925, Освенцим, Польша — 26 мая, 2000, там же) — последний из довоенных еврейских жителей города Освенцим.

## Детство
Шимон Клугер родился в Освенциме. Отец — Симха Клугер (род. в 1900 году), мать — Фрейда Вайс. Отец Шимона был меламедом, а также содержал небольшой магазин, мать была домохозяйкой. У Шимона было восемь братьев и сестер: Моисей (р. 1923), Броня (1927—2007), Исаак (1929 — ?), Мелех (1931 — ?), Израиль (1933 — ?), Иеошуа (1935 — ?), Хаим (1936 — ?) и Малка (1938 — ?). Из них только Шимон, Моисей и Броня остались в живых после Холокоста, остальные были убиты нацистами. Отец обучал своих детей Талмуду. Весной 1939 года Шимон окончил начальную школу.

## Во время Второй мировой войны
Во время Второй мировой войны Шимон был депортирован в гетто города Бендзин. В 1942 году работал в исправительно-трудовом лагере Освенцим III под номером 179539. В это время оба его родителя были умерщвлены в концлагере Освенцим. В 1945 году во время «марша смерти» он был перемещён в концентрационный лагерь Гросс-Розен, а оттуда — в концентрационный лагерь Бухенвальд.

## Освобождение и эмиграция
В апреле 1945 года Шимон Клугер был освобождён американской армией около Хальберштадта. В течение короткого времени он пожил в своем родном городе. Затем с помощью Шведского Красного Креста и UNRRA эмигрировал в Швецию. До 1946 года лечился в больницах Мальмё и Кальмара, и решил остаться в Швеции. В Польше у него никого из родных в живых не осталось — его выживший брат жил в это время в Швеции, а сестра во Франкфурте-на-Майне. В начале он жил на социальное пособие, затем смог получить профессию механика и электрика. Работал рабочим на шведском радио, получил шведский паспорт иностранца.

## Возвращение в Освенцим
В 1962 году Шимон, несмотря на протесты семьи, вернулся в Польшу и начал работать на химическом заводе в Освенциме, проживая в общежитии для рабочих. Затем он смог перебраться в родительский дом, расположенный возле синагоги «Общество изучения Мишны» («Khevre Loymdei Mishnayos») Освенцима, но вскоре был вынужден уйти с работы из-за плохого здоровья.

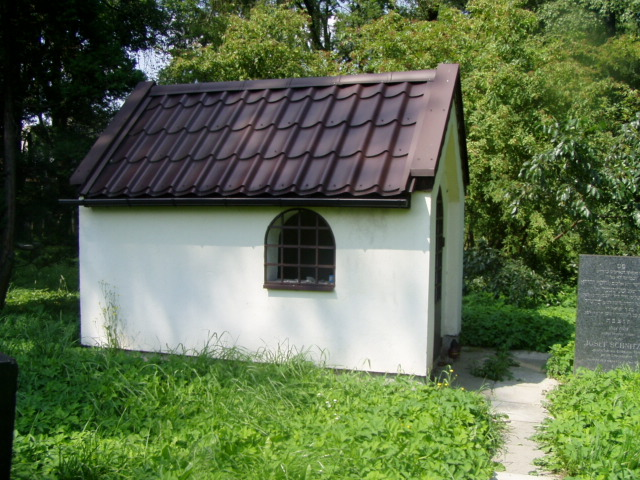
На могиле Шимона Клугера

Шимон Клугер скончался 26 мая 2000 года и был похоронен на еврейском кладбище Освенцима.

## Дом Шимона Клугера
Бывший дом Шимона Клугера является сейчас музеем. До Катастрофы Шимон жил в этом доме со своими братьями и сёстрами, родителями и обеими бабушками и дедушками. Здание находилось в собственности Бернара Тайхмана, деда Шимона по материнской линии, который до прихода нацистов к власти имел бизнес в Германии.
После смерти Шимона, по желанию его брата Моисея Клугера и сестры Брони Клугер-Розенблатт, дом передан Еврейскому центру Освенцима (Auschwitz Jewish Center). В музее имеется постоянная экспозиция, проводятся различные выставки и экскурсии.
Помимо музея, Еврейский центр Освенцима в 2013 году открыл в доме Шимона также и кошерное вегетарианское кафе.